# Groupe d'artillerie à pied d'Afrique
6e et 7e groupes d'artillerie à pied d'Afrique
Pour les articles homonymes, voir GAPA, 6e groupe (unité militaire) et 7e groupe (unité militaire).
Les groupes d'artillerie à pied d'Afrique (GAPA), ou groupes autonomes d'artillerie à pied d'Afrique (GAAPA), sont deux unités militaires d'artillerie côtière, constituée dans l'armée d'Afrique française.
Créés en 1910, les 6e et 7e groupes d'artillerie à pied d'Afrique sont chargés de la défense côtière de l'Algérie et de la Tunisie. Ils participent à la Première Guerre mondiale puis sont dissous en 1920.

## Historique

### Avant 1914
Les deux groupes sont créés le 1er mars 1910. Le 6e GAPA, en Algérie, est formé à partir du 11e bataillon d'artillerie à pied (11e BAP) et le 7e GAPA, en Tunisie, à partir du 3e bataillon d'artillerie à pied.
Les batteries sont organisées comme suit :
- 6e groupe : deux batteries de côte à Alger, une batterie à Oran et une batterie à Constantine ;
- 7e groupe : quatre batteries de côte à Bizerte.

Le 7e groupe a ensuite des éléments à Tunis.

### Première Guerre mondiale
Lors de la Grande Guerre, le 6e groupe envoie huit batteries qui opèrent isolément sur le front français. Les batteries du 7e groupe renforcent différents régiments, dont le 7e régiment d'artillerie à pied.

### Entre-deux-guerres
Les deux groupes, réorganisés provisoirement comme des groupes d'artillerie de campagne d'Afrique en juin 1920, sont dissous en octobre.

## Étendard
L'étendard commun aux groupes d'artillerie à pied d'Afrique, remis le 14 juillet 1911 au 6e groupe lors de la revue de Longchamp, ne porte aucune inscription,.